# 博比·里格斯
博比·里格斯（英語：Bobby Riggs，1918年2月25日—1995年10月25日），美国男子网球运动员。他曾获得温布尔登网球锦标赛男子单打冠军、男子双打冠军、混合双打冠军、美国网球公开赛男子单打冠军、混合双打冠军。